# Gordura trans
As gorduras trans são um tipo especial de gordura que, em vez de ser formado por ácidos graxos insaturados na configuração cis, contêm ácidos graxos insaturados na configuração trans. Esse tipo de gordura é pouco comum na natureza, mas é produzido a partir de gorduras vegetais para uso na indústria alimentícia. O consumo de gorduras trans tem sido associado a problemas de saúde, tais como aumento do risco de doença arterial coronariana.

## Configuração química
O ângulo das duplas ligações na posição trans é menor que em seu isômero cis e sua cadeia carbonada é mais linear, resultando em uma molécula mais rígida, com propriedades físicas diferentes, inclusive no que se refere à sua estabilidade termodinâmica.
Os ácidos graxos trans não são sintetizados no organismo humano. São resultantes de um processo chamado de hidrogenação. O objetivo desse processo é adicionar átomos de hidrogênio nos locais das duplas ligações, eliminando-as. Porém essa hidrogenação é geralmente parcial, ou seja, há a conservação de algumas duplas ligações da molécula original e elas podem formar isômeros, mudando da configuração cis para trans.
Existem dois tipos de hidrogenação:
- A bio-hidrogenação, que ocorre quando os ácidos graxos ingeridos por ruminantes são parcialmente hidrogenados por sistemas enzimáticos da flora microbiana intestinal desses animais;
- A hidrogenação industrial, processo em que são misturados hidrogênio gasoso, óleos vegetais poli-insaturados e um catalisador, que geralmente é o níquel (Ni,) sob pressão e temperatura apropriadas. Esse processo vai resultar em ácidos graxos com ponto de fusão mais alto, devido à orientação linear nas moléculas trans e ao aumento no índice de saturação, e maior estabilidade ao processo de oxidação lipídica.

## Riscos à saúde
Não há informação disponível que mostre benefícios à saúde como resultado do consumo de gordura trans. Por outra parte, o consumo excessivo de alimentos ricos em gorduras trans pode causar o aumento do colesterol total e do colesterol ruim (LDL) e a redução dos níveis de colesterol bom (HDL).
A gordura trans age como a gordura saturada ao elevar o nível da lipoproteína (concentração endoplasmática) de baixa densidade no sangue (LDL ou "colesterol ruim"). Isso faz que os níveis de absorção da proteína de alta densidade HDL e do colesterol sejam pasteurizados, sendo que essa pasteurização é responsável pela remoção de HDL do sangue. Isso aumenta as chances do aparecimento de um ateroma, isto é, a placa de gordura no interior de veias e artérias, que pode causar infarto ou derrame cerebral.
Está associada também à obesidade, visto que é utilizada em larga escala em quase todos os alimentos. Sabe-se pouco sobre como a gordura trans é incorporada no tecido cerebral do feto e membranas celulares.
A Organização Mundial da Saúde recomenda que o consumo das gorduras trans não deve passar de 1% do valor energético diário total, o que para uma dieta de 2000 calorias por dia equivale a 2.2 gramas.

## Rotulagem e legislação
Com um maior controle sobre a alimentação humana, as autoridades em saúde determinaram que em rótulos venha determinada a quantidade de gordura trans contida por porção. Essa quantidade muitas vezes nem é notada pelo consumidor, e a principal causa é a falta de interesse e de informação. O Valor Calórico Diário, antes considerado 2,5 mil calorias, decaiu em valor devido à grande quantidade de gorduras trans utilizadas, diminuindo para 2 mil calorias.
Daqui pode-se perceber que gordura trans não é o mesmo que gordura hidrogenada, porém esta contém a maior quantidade de gordura trans. A recomendação é que se consuma o mínimo possível, não existindo quantidade mínima recomendada por dia, qualquer quantidade por menor que seja, é prejudicial. Veja na tabela abaixo a quantidade de gordura trans presente em alguns alimentos:
| Produto                                                                        | Quantidade        | Gordura trans | % do VD |
| ------------------------------------------------------------------------------ | ----------------- | ------------- | ------- |
| Biscoito água e sal                                                            | 6 unidades        | 4,1 g         | 205%    |
| Biscoito recheado                                                              | 2 unidades (30g)  | 1,5 g         | 75%     |
| Biscoito tipo waffer                                                           | 4 unidades (30g)  | 2,8 g         | 140%    |
| Sorvete de creme, com recheio de doce de leite coberto com chocolate ao leite. | 1 casquinha (81g) | 1,4 g         | 70%     |
| Big Mac                                                                        | 1 sanduíche       | 1,1 g         | 55%     |

## Proibição
Leis com a finalidade de banir gorduras trans em alimentos foram passadas em diversos lugares do mundo. A Dinamarca foi o primeiro país a banir óleos parcialmente hidrogenados em 2003. A Suíça aprovou leis contra gorduras trans em 2008, e diversas cidades dos EUA passaram legislação semelhante. Estima-se que a diminuição no consumo de gorduras trans de 6g para 1g por dia ao longo de 20 anos diminua o número de mortes por cardiopatia isquêmica em 50%.
No Brasil, A partir de 1º de janeiro de 2023, se torna proibida a produção, a
importação, o uso e a oferta de óleos e gorduras parcialmente hidrogenados para uso em
alimentos e de alimentos formulados com estes ingredientes.
Nos EUA, decidiu-se em 2015 que a indústria alimentar terá de banir este ingrediente até 2018.

## Gordura vegetal hidrogenada
A gordura hidrogenada é obtida através da hidrogenação industrial de óleos vegetais (que são líquidos à temperatura ambiente), formando uma gordura de consistência mais firme. Por suas características, ela melhora a palatabilidade e textura, e aumenta a vida de prateleira dos produtos, por isso é muito utilizada na indústria. A gordura hidrogenada também é usada por redes de fast-food e restaurantes para frituras.
Produtos como margarinas, sorvetes cremosos, biscoitos, bolos, tortas, pães, salgadinhos, pipoca de micro-ondas, bombons, e tudo mais que contenha gordura parcialmente hidrogenada, são fontes de gordura trans.
No Brasil, a partir do segundo semestre de 2006, as empresas foram obrigadas a declarar a quantidade de gordura trans no rótulo, de acordo com a resolução da Anvisa (RDC 360/2003). Poucos produtos já foram reformulados a fim de eliminar essa gordura de sua composição.
Apesar da resolução que obriga os fabricantes de alimentos industrializados a declarar a quantidade de gordura trans em seus produtos, as indústrias usam uma brecha técnica para continuar a vender produtos com gordura trans e ao mesmo tempo utilizar selos e "splashes" em suas embalagens declarando-os com "0% de gordura trans". É comum você ver estampada a alegação "Não contém...", "Livre de...", "Zero % de...", "Isento de..." ou similar. Pela tabela de arredondamento de ingredientes da ANVISA é permitido que seja considerado zero se a porção conter menos de 0,2 g por porção. Outra maneira de verificar a presença de gordura trans é verificar a lista de ingredientes impressa nas outras línguas, se disponível.
Uma maneira segura de comprovar a adição de gordura trans é a leitura da lista de ingredientes do alimento. Se contiver gordura vegetal parcialmente hidrogenada, ou gordura vegetal, certamente contém gordura trans. No entanto, a hidrogenação total de um óleo elimina completamente as gorduras trans pela remoção de insaturações em suas cadeias.
Em 2007 alguns fabricantes iniciaram o processo de substituição da gordura hidrogenada pela gordura interesterificada. Estudos preliminares mostram que esta pode ser mais danosa à saúde do que a gordura hidrogenada.